# 宮崎市立宮崎東小学校
宮崎市立宮崎東小学校（みやざきしりつみやざきひがししょうがっこう）は、宮崎県宮崎市阿波岐原町にある公立小学校。

## 概要
- 児童数 - 303名（2019年度）
- 学校の木 - ユーカリ
敷地内に植えられており、校章にも取り入られている。

## 沿革
- 1956年 - 宮崎市立大宮小学校の分校として開校。
- 1963年 - 宮崎市立宮崎東小学校として独立。

## 通学区域
宮崎東小学校の通学区域には以下の区域が指定されている。
- 阿波岐原町の一部
- 大島町の一部
- 波島1丁目・2丁目
- 村角町の一部
- 山崎町の一部

## アクセス
- バス：宮崎交通「東小学校前」バス停下車